# Real Fuerza Aérea de Malasia
La Real Fuerza Aérea de Malasia (en malayo: Tentera Udara Diraja Malaysia) se formó el 2 de junio de 1958 como Real Fuerza Aérea Malaya  (Tentera Udara Diraja Persekutuan). Hoy en día la Real Fuerza Aérea de Malasia opera con una mezcla de aviones modernos de fabricación estadounidense, europea y rusa.

## Historia

Antigua escarapela de la Real Fuerza Aérea de Malasia, utilizada entre 1963 y 1982.

## Aeronaves

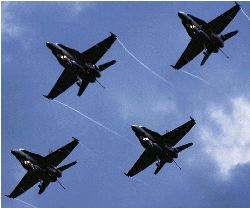
Cuatro F/A-18 Hornet malayos.

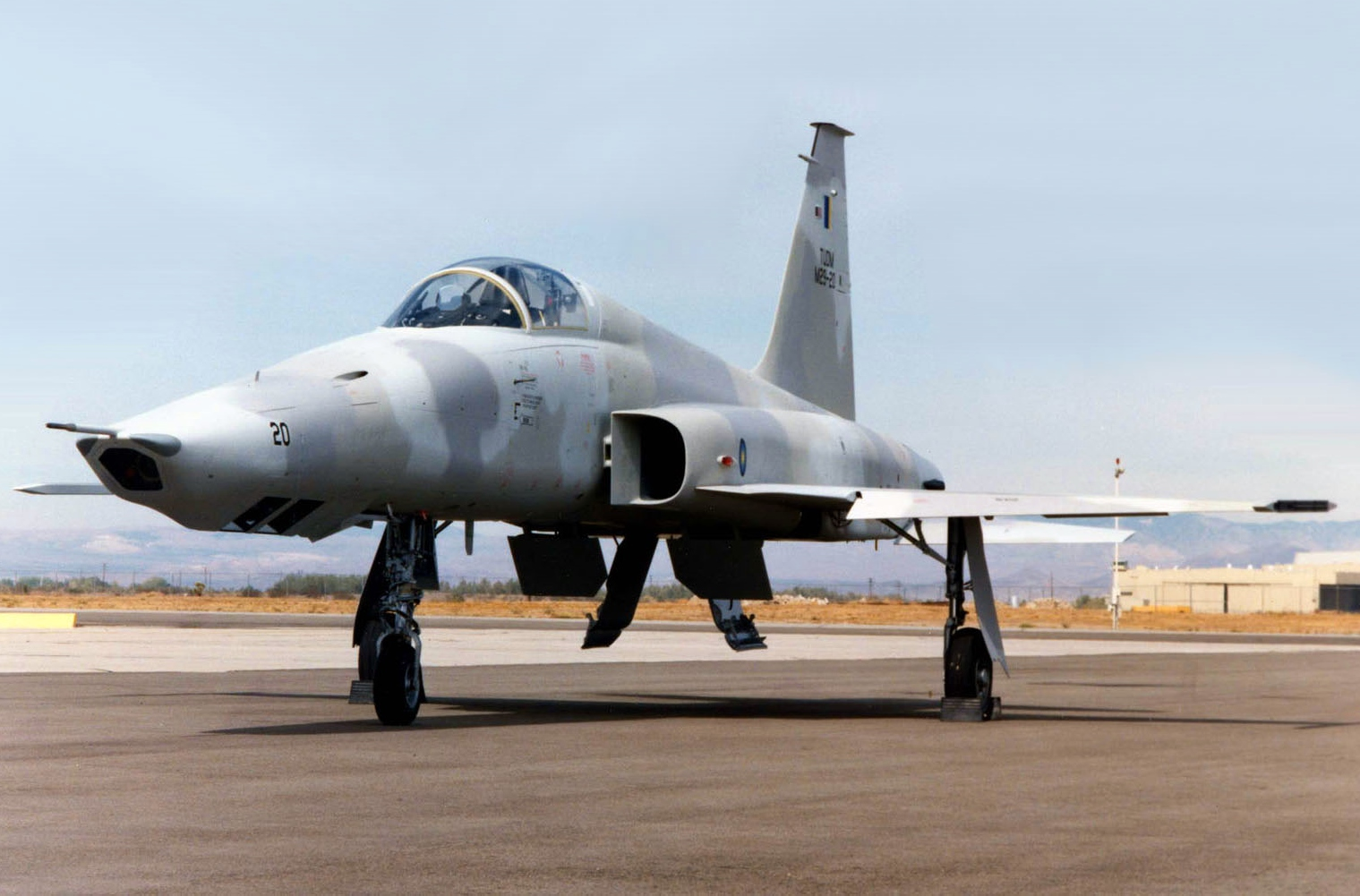
Northrop RF-5E de la Real Fuerza Aérea de Malasia usado para reconocimiento táctico.

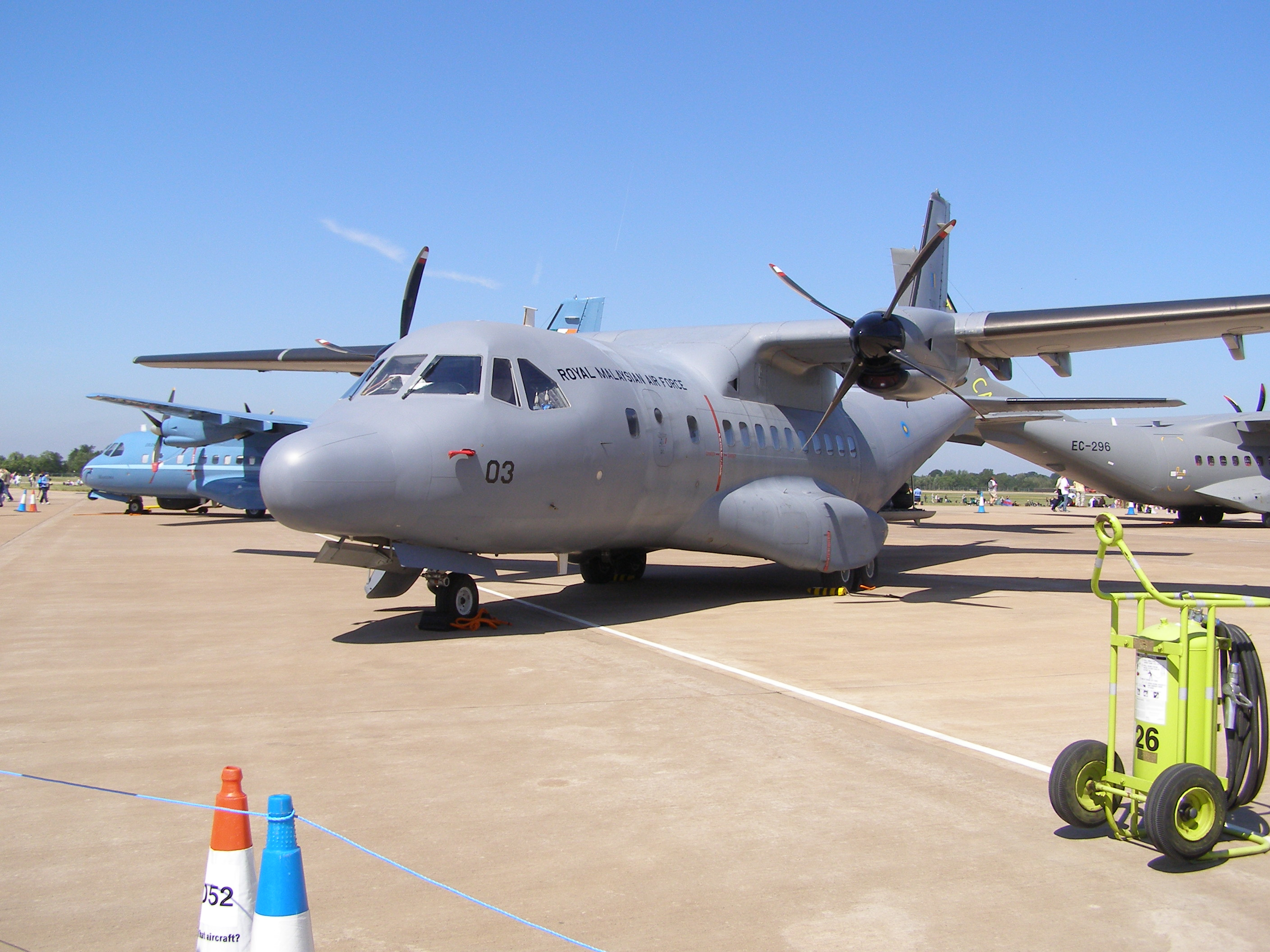
CASA CN-235 de la Real Fuerza Aérea de Malasia en el Royal International Air Tattoo de 2006, Fairford, Inglaterra.

| Aeronave                          | País de Origen | Función                                                   | Versión                    | En servicio | Notas                                              |       |
| Cazas                             | Cazas          | Cazas                                                     | Cazas                      | Cazas       | Cazas                                              | Cazas |
| --------------------------------- | -------------- | --------------------------------------------------------- | -------------------------- | ----------- | -------------------------------------------------- | ----- |
| Sukhoi Su-30                      | Rusia          | Caza polivalente                                          | Su-30MKM                   | 18          |                                                    |       |
| Boeing F/A-18 Hornet              | Estados Unidos | Caza polivalente                                          | F/A-18D                    | 8           |                                                    |       |
| Northrop F-5 Tiger II             | Estados Unidos | Avión de cazaAvión de reconocimiento                      | F-5ERF-5                   | 162         |                                                    |       |
| BAE Hawk                          | Reino Unido    | Cazabombardero                                            | Mk.208                     | 13          | Usado como cazabombardero de apoyo al SU-30 MKM    |       |
| Aviones de entrenamiento          |                |                                                           |                            |             |                                                    |       |
| Aermacchi MB-339                  | Italia         | Avión de entrenamiento a reacción                         | MB-339AMMB-339CM           | 92          |                                                    |       |
| MD3-160 Aerotiga                  | Malasia        | Avión de entrenamiento                                    | MD3-160                    | 20          |                                                    |       |
| BAE Hawk                          | Reino Unido    | Avión de entrenamiento a reacción                         | Mk.108                     | 5           |                                                    |       |
| Northrop F-5 Tiger II             | Estados Unidos | Avion de ataque a tierraAvión de entrenamiento a reacción | F-5F                       | 4           |                                                    |       |
| Pilatus PC-7 Turbo Trainer        | Suiza          | Avión de entrenamiento                                    | PC-7PC-7 Mk II             | 375         | Entrenador básico.                                 |       |
| UAV                               |                |                                                           |                            |             |                                                    |       |
| CTRM Eagle ARV                    | Malasia        | Avión de reconocimiento UAV                               | -                          | 3           | UAV de reconocimiento.                             |       |
| Transporte                        |                |                                                           |                            |             |                                                    |       |
| Airbus 319                        | Alemania       | Transporte VIP                                            | -                          | 1           | PMB/RMAF                                           |       |
| Airbus A400M                      | Unión Europea  | Transporte                                                | A400M                      | 4           |                                                    |       |
| Beechcraft Super King Air         | Estados Unidos | Patrulla marítima                                         | B200T                      | 4           |                                                    |       |
| IPTN CN-235                       | Indonesia      | Transporte VIPTransporte táctico                          | CN-235-220M-VIPCN-235-220M | 6           | Transporte militar y ayudas humanitarias.          |       |
| Cessna 402                        | Estados Unidos | Transporte táctico                                        | 402B                       | 10          | -                                                  |       |
| Dassault Falcon 900               | Francia        | Transporte VIP                                            | 900B                       | 1           | -                                                  |       |
| Fokker F28 Fellowship             | Países Bajos   | Transporte VIP                                            | F28-1000                   | 1           |                                                    |       |
| Lockheed C-130 Hercules           | Estados Unidos | Transporte táctico                                        | C-130H-30C-130HC-130MP     | 631         | Transporte.                                        |       |
| Helicópteros                      |                |                                                           |                            |             |                                                    |       |
| Aérospatiale SA-316B Alouette III | Francia        | Multipropósito                                            | SA-316B                    | 10          | Retirados/Trasferidos al ejército de tierra (PUTD) |       |
| Agusta A109                       | Italia         | Multipropósito                                            | A109C                      | 1           |                                                    |       |
| Agusta AS-61N1                    | Italia         | Transporte VIP                                            | AS-61N1                    | 2           | Transporte VIP.                                    |       |
| Mil Mi-171Sh                      | Rusia          | Búsqueda y rescate de combate                             | Mi-171Sh                   | -           | CSAR                                               |       |
| Sikorsky S-61 Sea King            | Estados Unidos | Transporte (multipropósito)                               | S61A-4 Nuri                | 30          | Transporte de tropas y ayudas humanitarias.        |       |
| Sikorsky S-70 Black Hawk          | Estados Unidos | Transporte VIP                                            | S-70                       | 2           | Transporte VIP.                                    |       |